# Портсмутский мирный договор
Портсмутский мирный договор (яп. ポーツマス条約 по:цумасу дзё:яку) — договор между Россией и Японией, завершивший русско-японскую войну 1904—1905 годов. Подписан 23 августа (5 сентября) 1905 года в городе Портсмуте, США. С российской стороны договор подписали С. Ю. Витте и Р. Р. Розен, с японской стороны — Комура Дзютаро и Такахира Когоро.
Портсмутский мирный договор прекратил действие:
- Союзного договора между Российской империей и Китаем (1896), предусматривавшего военный союз России и Китая против Японии в случае агрессии последней
- Русско-китайской конвенции от 1898 года, дававшей России права аренды Ляодунского полуострова (и Порт-Артура в частности).

## История
Несмотря на достигнутые в ходе войны с Россией успехи, напряжение всех потребовавшихся для этого сил поставило Японию в затруднительное положение. В связи с этим японское руководство стало предпринимать попытки выяснения возможностей заключения мира. Первая попытка была сделана японским посланником в Великобритании Хаяси в июле 1904 года и повторена им же после падения Порт-Артура через немецкого дипломата Эккардштейна. При этом с японской стороны было выдвинуто условие, чтобы официальная просьба о мире была заявлена российской стороной. Российское правительство отвергло это предложение.
5 апреля 1905 года японский представитель Мотоно предложил французскому правительству оказать посредничество для мирных переговоров России и Японии в   Париже. 13 апреля переговоры о подписании мира между Японией и Россией в Париже закончились безрезультативно.   
В связи с прояпонской позицией Т. Рузвельта, оказывавшего Японии огромную финансовую поддержку, японская сторона обратилась за содействием к США. 18 апреля 1905 года японский посланник в США Такахира попросил Рузвельта выступить с предложением о мире. В качестве предварительного требования американской стороны Рузвельт поставил перед Японией условие — соблюдать в Китае принцип «открытых дверей» и эвакуировать по окончании войны свои силы из Маньчжурии. Япония дала требуемые обязательства нотой от 24 апреля 1905 года. Президент США Теодор Рузвельт был решительно настроен содействовать скорейшему заключению мирного соглашения, «прежде чем Япония вытеснит Россию из Восточной Азии». По его словам, лучше, если Россия «будет оставлена лицом к лицу с Японией, с тем чтобы они могли оказывать друг на друга сдерживающее влияние».
В ходе подготовки к мирным переговорам Япония условилась о поддержке со стороны Великобритании и США. В январе 1905 года Рузвельт и посол Великобритании Дюранд договорились о передаче Порт-Артура и Ляодунского полуострова Японии. США (секретное японско-американское соглашение Кацура — Тафта) и Великобритания (второй англо-японский союзный договор 1905 года) заранее признали права Японии на Корею.
В связи с поражением при Цусиме 14 (27) — 15 (28) мая 1905 года и развитием революционных событий в России правительство Российской империи твёрдо решило заключить мир. Когда Рузвельт по просьбе японского правительства выступил с предложением «от своего имени и по своей инициативе» об организации мирных переговоров, император Николай II это предложение принял, исходя из позиции «внутреннее благосостояние важнее, чем победа».
Мирная конференция в Портсмуте открылась 9 августа 1905 года. Требования, поставленные Японией, сводились к следующему:
- Признание свободы действий Японии в Корее.
- Отвод российских войск из Маньчжурии.
- Передача Японии Ляодунского полуострова и Южно-Маньчжурской железной дороги (ЮМЖД).
- Уплата Россией военных издержек.
- Передача Японии интернированных ею российских судов.
- Присоединение к Японии Сахалина (оккупированного японскими войсками накануне открытия конференции в Портсмуте) и прилегающих островов.
- Ограничение российских морских сил на Дальнем Востоке.
- Предоставление Японии права ведения рыболовства вдоль российского побережья.

По настоянию российской стороны в протоколе конференции было записано обязательство Японии не осуществлять без согласования с корейским правительством действий, затрагивающих суверенитет Кореи. Также удалось навязать Японии условие об одновременном и параллельном выводе из Маньчжурии вооружённых сил двух стран. Российская сторона в связи с проблемой ЮМЖД давала согласие уступить Японии лишь ту часть дороги, которая находилась в японской зоне оккупации, причём только при наличии на это согласия правительства Китая.
Россия отклонила требования Японии по Сахалину, интернированным судам, ограничению российских морских сил на Дальнем Востоке и о контрибуции. Было дано согласие лишь на компенсацию Японии расходов на содержание военнопленных. В связи с твёрдой позицией российской делегации, заявившей на первом заседании, что «на конференции нет ни победителей, ни побеждённых», конференция оказалась на грани провала.
Перед перспективой продолжения войны Япония дрогнула, и 18 августа 1905 года отказалась от требований ограничения морских сил, выдачи интернированных судов и уплаты контрибуции с условием уступки ей южной части Сахалина и уплаты 1,2 млрд иен за возвращение северной части Сахалина России. Российская сторона была готова уступить по Сахалину, но отказывалась платить вознаграждение за возвращение его северной части. С американской стороны последовало давление на Россию с целью вынудить её принять условия Японии, но Витте был твёрд в отстаивании российской позиции. Не добившись уступки от России, Рузвельт настоятельно советовал японской стороне не продолжать войну из-за контрибуции. В конечном итоге, правительство Японии приняло решение пойти на мир без контрибуции с оставлением за Японией южной части Сахалина. Японии также пришлось гарантировать свободу мореплавания в проливе Лаперуза и дать обязательство не укреплять Южный Сахалин.
Подписание договора было воспринято японской общественностью как унижение и вызвало в Токио массовые беспорядки.

## Содержание договора
Портсмутский мирный договор состоял из 15 статей и двух дополнений.
Мирный договор провозглашал мир и дружбу между императорами России и Японии, между государствами и подданными.
Согласно договору, Россия признавала Корею сферой японского влияния, уступала Японии арендные права на Ляодунский полуостров с Порт-Артуром и Дальним, часть ЮМЖД от Порт-Артура до Куаньчэнцзы, и соглашалась в статье 12 на заключение конвенции по рыбной ловле вдоль русских берегов Японского, Охотского и Берингова морей.
Россия уступала Японии юг Сахалина (от 50 параллели) и «все прилегающие к последней острова».
Договор закреплял только коммерческое использование маньчжурских дорог обеими сторонами.
Стороны договорились об обмене военнопленными.

## Позиции заинтересованных сторон после заключения договора
Условия договора были значительно ближе к российской, нежели японской программе мира, поэтому в Японии этот мирный договор был встречен с откровенным недовольством — см. Беспорядки в Токио (1905).
Европейские державы и США были довольны заключением договора. США считали, что добились своей цели остановить продвижение России на Дальнем Востоке, и в то же время сохранить Россию в качестве противовеса Японии.
При установлении в 1925 году советско-японских дипломатических отношений советское правительство признало Портсмутский мирный договор с оговоркой, что «СССР не несёт за него политической ответственности»
После разгрома Японии во Второй мировой войне и её капитуляции 2 сентября 1945 года Портсмутский мирный договор утратил силу.